# Орбаші (Цівільський район)
Орбаші́ (рос. Орбаши, чув. Урпаш) — присілок у складі Цівільського району Чувашії, Росія. Входить до складу Друговурманкасинського сільського поселення.
Населення — 95 осіб (2010; 123 у 2002).
Національний склад:
- чуваші — 99 %